# Boulevard de Sébastopol

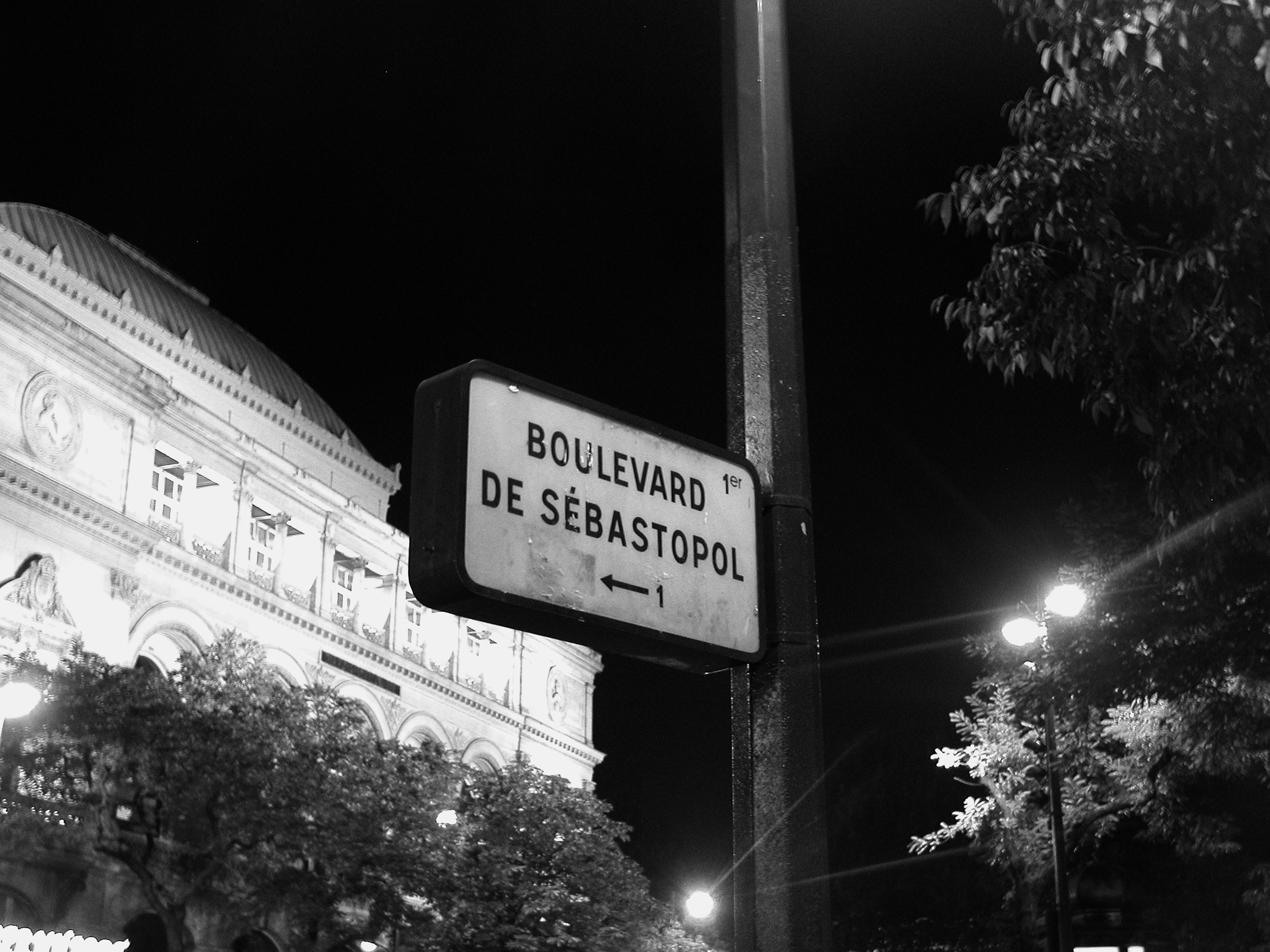
Boulevard de Sébastopol bei Nacht

Der Boulevard de Sébastopol ist ein Pariser Boulevard, der das 1. vom 4. Arrondissement, im weiteren Verlauf das 2. vom 3. Arrondissement trennt.
Er ist 1332 Meter lang und 30 Meter breit, beginnt an der Place du Châtelet, endet am Boulevard Saint-Denis und geht in den Boulevard de Strasbourg über. Der Boulevard de Sébastopol ist eine stadtauswärts führende Einbahnstraße mit einer Busspur und drei Spuren für den übrigen Verkehr. Er quert vor allem:
- die Rue de Rivoli – an dieser Kreuzung wurde 1922 die erste dreifarbige Ampel in Paris aufgestellt
- die Rue Étienne Marcel / Rue aux Ours
- die Rue de Turbigo
- die Rue Réaumur

Obwohl sich auf dem Boulevard de Sébastopol einige Restaurants und zahlreiche Boutiquen befinden, ist er keine typische Einkaufsstraße, im Gegensatz zum Marais und dem Quartier des Halles, die er voneinander trennt.

## Geschichte
Der Boulevard de Sébastopol ist eine der wichtigsten Durchbrüche, die Baron Haussmann für seine städtebaulichen Arbeiten durchführen ließ. Er ist eines der wichtigsten Elemente der großen Nord-Süd-Achse, die das Zentrum von Paris durchschneidet, und ersetzt damit vor allem die Rue Saint-Denis wenige Meter weiter westlich und die Rue Saint-Martin weniger Meter weiter östlich.
1854 fertiggestellt, hieß er anfangs Boulevard du Centre. Einige Tage nach dem Sieg der Truppen Napoleons III. am 8. September 1855 im Hafen von Sewastopol im Krimkrieg wurde er umbenannt.
Einige Jahre lang führte der Boulevard de Sébastopol über die Île de la Cité hinweg auf die Rive Gauche und endete an der Rue de Cujas. Der Abschnitt am linken Ufer der Seine wurde 1867 in Boulevard Saint-Michel umbenannt.